# Obserwator (wzorzec projektowy)
Obserwator (ang. observer) – wzorzec projektowy należący do grupy wzorców czynnościowych. Używany jest do powiadamiania zainteresowane obiekty o zmianie stanu pewnego innego obiektu.

## Problem
W programowaniu obiektowym obiekty posiadają pewien stan, tj. zbiór aktualnych wartości pól obiektu, który w wyniku wykonywania na nich operacji może ulegać zmianie. Od bieżącego stanu mogą być zależne inne obiekty, dlatego musi istnieć możliwość ich powiadomienia o jego zmianie tak, aby mogły one się do niej dostosować. Możemy także żądać, aby inne obiekty były powiadamiane o tym, że inny obiekt próbuje wykonać konkretną czynność, np. ponownie nawiązywać utracone połączenie z bazą danych. Pragniemy zaimplementować ogólny mechanizm, który umożliwi nam osiągnięcie tych celów.

## Budowa

Diagram klas wzorca Obserwator

We wzorcu obserwator wyróżniamy dwa podstawowe typy obiektów:
- obserwowany (ang. observable, subject) - obiekt, o którym chcemy uzyskiwać informacje,
- obserwator (ang. observer, listener) - obiekt oczekujący na powiadomienie o zmianie stanu obiektu obserwowanego.

Kiedy stan obiektu obserwowanego się zmienia, wywołuje on metodę powiadomObserwatorow(), która wysyła powiadomienia do wszystkich zarejestrowanych obserwatorów:
```
public void
 powiadomObserwatorow() {
   
dla każdego
 obserwatora 
obserwator
 
z listy
 
obserwatorzy
:
      wywołaj 
obserwator.aktualizacja(this)
;
}
```

Podczas powiadamiania obserwatorzy otrzymują także referencję do obiektu obserwowanego. Jeden obserwator może obserwować kilka innych obiektów, a jeden obiekt obserwowany może być obserwowany przez kilku obserwatorów. Ponieważ oba te typy obiektów zdefiniowane są jako interfejsy do samodzielnej implementacji, obserwatorzy i obserwowani nie muszą się nawzajem znać, a ponadto obiekt obserwowany sam może obserwować inny obiekt.

## Konsekwencje użycia
Zalety:
- luźna zależność między obiektem obserwującym i obserwowanym. Ponieważ nie wiedzą one wiele o sobie nawzajem, mogą być niezależnie rozszerzane i rozbudowywane bez wpływu na drugą stronę,
- relacja między obiektem obserwowanym a obserwatorem tworzona jest podczas wykonywania programu i może być dynamicznie zmieniana,
- domyślnie powiadomienie otrzymują wszystkie obiekty. Obiekt obserwowany jest zwolniony z zarządzania subskrypcją — o tym czy obsłużyć powiadomienie, decyduje sam obserwator.

Wady:
- obserwatorzy nie znają innych obserwatorów, co w pewnych sytuacjach może wywołać trudne do znalezienia skutki uboczne.

## Implementacja
Obserwatorzy często potrzebują informacji o tym, co zostało zmienione w obserwowanym obiekcie. Wiąże się to z przekazaniem metodzie aktualizacja() dodatkowych argumentów. Istnieją dwie podstawowe strategie wyciągania informacji o zmianach:
1. strategia wyciągania (ang. pull model) - obiekt obserwowany przekazuje w argumencie referencję do siebie samego, pozwalając obserwatorom na samodzielne wyciągnięcie niezbędnych informacji.
2. strategia wpychania (ang. push model) - obiekt obserwowany przygotowuje listę zmian w określonym formacie (najczęściej jako dodatkowy obiekt z określonymi właściwościami) i przekazuje ją jako parametr wywołania obserwatorom.

Pierwsza strategia wymaga, aby obserwatorzy znali interfejsy obiektów obserwowanych, co zwiększa stopień zależności między nimi i utrudnia ich wielokrotne wykorzystanie. Z kolei w drugim przypadku wymagane jest opracowanie wystarczająco ogólnego formatu opisu zmian, aby był on niezależny od konkretnej sytuacji. Przetwarzanie takich informacji może być bardziej czasochłonne, a obserwatorzy muszą zrealizować swoje zadania bazując jedynie na otrzymanych informacjach.

## Zastosowanie
- Zobacz przykłady zastosowania wzorca na stronie Wikibooks

Obserwator jest stosowany w aplikacjach z graficznym interfejsem użytkownika. Rozpatrzmy mechanizm kopiowania pliku oraz okienko graficzne obrazujące postęp prac. Mechanizm kopiujący jest niezależny od okienka i nie musi wiedzieć czy i w jaki sposób postępy są wyświetlane. Z drugiej strony, do poprawnego wyświetlania okienko potrzebuje informacji z mechanizmu kopiowania:
- ile bajtów danych już skopiowano,
- kiedy została skopiowana kolejna porcja danych.

Możemy zaimplementować w mechanizmie kopiowania interfejs Obserwowany, zaś w okienku - Obserwator i skomunikować je ze sobą. Mechanizm kopiowania będzie wywoływać metodę powiadomObserwatorow() po skopiowaniu bloku danych określonej wielkości, co spowoduje wysłanie powiadomienia do okienka i odświeżenie paska postępu.

## Modyfikacje
Typowa implementacja wzorca Obserwator nie jest odpowiednia do obsługi złożonych aktualizacji. Przykładowo, jeśli obiekt obserwowany musi w ramach aktualizacji zmodyfikować kilka innych obiektów, które mogą być także obserwowane, chcielibyśmy wysłać tylko jedno zbiorcze powiadomienie o wykonaniu całej operacji, zamiast zbioru małych powiadomień od każdego obserwowanego z osobna. Można tu wykorzystać wzorzec Mediator poprzez zaimplementowanie dodatkowej klasy, MenedzerZmian, który będzie implementować konkretną strategię powiadamiania oraz separować obserwatorów i obserwowanych.